# FK Zvezdara Beograd
Fudbalski klub Zvezdara (srpski Фудбалски клуб Звездара), odnosno Zvezdara ili Zvezdara Beograd je nogometni klub iz Beograda, Republika Srbija. 
 
U sezoni 2017./18. nastupa u Beogradskoj zoni, ligi četvrtog stupnja nogometnog prvenstva Srbije.

## O klubu
Osnivačka skupština kluba je održana 10. ožujka 1951. godine. Klub je nazvan FK "Bulbulderac". 1961. godine klub mijenja naziv u BSK. 1974. godine mijenja naziv u OFK "Zvezdara". 

Raspadom SFRJ, klub postiže zapaženije uspjehe. 2001. godine osvaja Drugu ligu - Istok i ostvaruje plasman u Prvu ligu SRJ. Uoči početka prvenstva je ubijen predsjednik Zvezdare Branislav Trojanović Trojke. 

Zvezdara uz dosta poteškoća završava sezonu i ispada iz Prve lige,te se u ljeto 2002. godine gasi i momčad se spaja sa Sremom iz Srijemske Mitrovice. Nakon mjesec dana od gašenja, ljubitelji kluba obnavljaju klub pod nazivom FK "Bulbulderac", koji s natjecanjima počinje u sezoni 2003./04., te klub igra u Beogradskoj ligi, a potom u Beogradskoj zoni. 12. srpnja 2013. godine klubu je promijenjen naziv u FK "Zvezdara", te nastupa u Beogradskoj zoni.  

## Uspjesi

### FNRJ / SFRJ
Prvi razred prvenstva Beograda
- 1959./60.

Druga Beogradska liga
- 1970./71.

Kup Jugoslavije za područje Beograda
- 1963.

### SRJ / SiCG
Druga liga - Istok
- 2000./01.

## Poznati igrači
- Marko Dević
- Ivica Kralj

## Poveznice
- fkzvezdara.com FK Zvezdara - službene stranice
- fkbulbulderac.rs, FK Bulbulderac - sležbene stranice], wayback arhiva
- srbijasport.net, FK Bulbulderac / FK Zvezdara, profil kluba
- srbijasport.net, FK Bulbulderac / FK Zvezdara, rezultati po sezonama
- srbijasport.net, OFK Zvezdara, profil kluba
- srbijasport.net, OFK Zvezdara,  rezultati po sezonama